# Ten - Tenhōdōri No Kaidanji
Ten - Tenhōdōri No Kaidanji (天 - 天和通りの快男児) hay còn gọi tắt là Ten, là một truyện tranh của Nhật Bản do Fukumoto Nobuyuki, sáng tác, với nội dung xoay quanh trò chơi mạt chược. Nó được phát hành vào năm 1989, trong thời gian kinh tế Nhật Bản đang trong giai đoạt phát triển mạnh mẽ và các truyện tranh về thể loại cờ bạc cũng đang thịnh hành.

## Cốt truyện
Một ngày nọ, Ten Takashi được gọi đến một câu lạc bộ mạt chược để thi đấu với Ikawa Hiroyuki, một tay chơi mạt chược trẻ tuổi. Nhiệm vụ của Ten là "cứu bồ" cho một người bạn đang bị Hiroyuki đánh thua tơi tả. Cuối cùng, Ten đã giành chiến thắng trước Hiroyuki bằng cách... ăn gian, điều này khiến Hiroyuki rất tức giận. Tuy nhiên, sau đó, liệu Hiroyuki có hiểu được ý nghĩa trong cách chơi của Ten và hiểu tại sao Ten lại cố ý chơi ăn gian và sau đó lại thú nhận "tội lỗi" và mặc tình cho đối thủ của mình đánh đập để xả cơn tức ? Và liệu Ten có thực sự bộc lộ năng khiếu về chơi mạt chược của minh hay cứ tiếp tục ăn gian như thế ?

## Nhân vật

### Phe Đông
Ten Takashi (天 貴史 Thiên Quý Sử)
Ten là một tay chơi mạt chược xuất sắc và cũng là một người có tính tình phóng khoáng. Nếu bạn bè của Ten bị thua trong khi chơi mạt chược, Ten sẵn sàng giúp họ đánh thắng để gỡ lại số tiền bị mất - thường là thắng bằng cách ăn gian. Sau cuộc chơi Ten cũng thường thừa nhận việc chơi ăn gian và để mặc cho kẻ thua đánh đập mình, vì anh biết tâm trạng khi thua mạt chược rất là khó chịu và chán nản.
Igawa Hiroyuki (井川 ひろゆき)
Hiroyuki là một sinh viên đang nghỉ học và thử vận may trong trò chơi mạt chược. Anh cũng là một tay chơi mạt chược rất giỏi và rất tự tin về khả năng của mình; tuy nhiên Hiroyuki luôn nghĩ rằng anh không bao giờ đạt được tới trình độ của Ten hay Akagi, điều này khiến anh tự cảm thấy mình là một tay chơi hạng tầm thường.
Hiroyuki chính là nhân vật chính trong tác phẩm Hero - Gyakkyō no Tōhai của Fukumoto Nobuyuki.
Akagi Shigeru (赤木 しげる)
Akagi là một danh thủ mạt chược lão luyện với trình độ chơi mạt chược đã đạt đến mức "huyền thoại". Ông là một người bạn thân của Ten.
Akagi cũng chính là nhân vật chính trong tác phẩm Akagi của Fukumoto Nobuyuki.
Washio Hitoshi (鷲尾 仁 Thứu Vĩ Nhân)
Hitoshi là một tay chơi mạt chược trình độ xuất sắc nhất ở Hokkaido, được mệnh danh là một trong 2 danh thủ của phương Bắc.
Kanamitsu Shuuzou (金光 修蔵 Kim Quang Tu Tàng)
Lãnh đạo của "đền thờ mạt chược" tại Tohoku. Một trong 2 danh thủ của phương Bắc cùng với Washio Hitoshi.
Asai Ginji (浅井 銀次 Thiễn Tĩnh Ngân Thứ)
Một tay chơi mạt chược ở Shinjuku, chuyên gia về một cách chơi ăn gian tên là "ganpai" (ン牌). His signature method of winning is to San-Shoku on a closed wait instead of an open wait. Ten đã từng bị Ginji đánh bại theo kiểu này. Khi Ten thuyết phục Ginji tham gia cuộc thi đấu mạt chược giữa hai phe Đông-Tây, ban đầu Ginji từ chối vì anh không muốn phơi bày kỹ thuật độc đáo của mình - phương tiện giúp anh kiếm sống - trong một cuộc chơi lớn như vậy. Tuy nhiên sau đó Akagi đã thành công trong việc thuyết phục Ginji.
Ken (健 Kiện)
Ban đầu là một thành viên của phe Tây, Ken đã quyết định mạo hiểm tham gia phe Đông để giành một giải thưởng lớn. Anh là một đấu thủ có trực giác tốt và có cách suy nghĩ sâu sắc, tuy nhiên trong vòng đấu đầu tiên của cuộc thi đấu Đông-Tây anh đã không thể đánh thắng Harada bằng cách ăn gian và đã bị loại.

### Phe Tây
Harada Katsumi (原田 克美 Nguyên Điền Khắc Mỹ)
Lãnh tụ của phe Tây và là địch thủ chính của Ten và các đồng đội.
Mitsui Soga (僧我 三威 Tăng Ngã Tam Uy)
Một danh thủ mạt chược huyền thoại, ngang ngửa với Akagi - dù hai người chưa từng trực tiếp đối đầu với nhau.